# 4 Minutes
4 Minutes is de eerste single van Madonna's elfde studioalbum Hard Candy die op 24 maart 2008 uitkwam. Het nummer, soms ook geschreven als 4 Minutes (To Save the World), is een samenwerking met Justin Timberlake (officieel: Madonna featuring Justin Timberlake) en Timbaland. Deze laatste zorgde tevens voor de productie. Timberlake en Timbaland hebben ook meegeschreven aan het nummer.

## Geschiedenis
De single ging 17 maart 2008 in première op de radiostations en kwam op 24 maart 2008 uit, in Nederland op 25 maart 2008.
Timbaland speelde 16 december een gedeelte van het nummer tijdens een concert in Philadelphia en nadat stukjes van het optreden op YouTube en de blog van Perez Hilton verschenen, zorgde Warner ervoor dat de filmpjes werden weggehaald.
Een gedeelte van het nummer werd op 29 februari door een Franse radiostation gedraaid, waardoor de radiorip snel daarna op het internet lekte. De volledige albumversie lekte samen met de radio-edit nadat de track op 17 maart 2008 in première ging op de Australische radiostations, enkele uren voor de Amerikaanse radiopremière. Het nummer maakte zijn officiële debuut in een televisiereclame voor Sunsilk.
De single steeg in enkele landen naar de nummer 1-positie. In de Nederlandse Top 40 gebeurde dit niet, Kane met Shot of a Gun en Marco Borsato met Wit Licht hielden haar op de tweede plek. Een week nadat het nummer voor de derde keer in de Single Top 100 naar de eerste plaats gestegen was, kwam het in de Nederlandse Top 40 uiteindelijk weer terug op nr.1.

## Videoclip
De videoclip is van 30 januari tot 1 februari 2008 in Londen opgenomen met Timberlake en Timbaland. De clip is geregisseerd door Jonas & François. De clip gaat over Madonna en Timberlake die superhelden zijn. De choreografie is van Jamie King.
Aan het begin van de clip zie je Timbaland met op de achtergrond een grote digitale klok, die exact vier minuten aangeeft (in minuten, seconden en milliseconden). Na wat korte shots van Madonna en Justin Timberlake bij de klok zie je Madonna die een auto een huis induwt waar mensen zitten te eten. Ze wordt achtervolgd door een soort zwarte muur, die alles wat hij tegenkomt (waaronder de etende mensen) opslokt, te beginnen met hun huid. Timberlake is ook in het huis, maar ze springen er beide uit, achtervolgd door de zwarte muur. Ze komen terecht op een parkeerplaats, waar ook de auto's verdwijnen in het zwart. Ook de supermarkt waar de twee doorheen lopen verdwijnt. De mensen in de supermarkt lijken niet te schrikken terwijl ze worden verteerd door het zwart. Tussendoor zie je steeds beelden van de twee dansend voor de digitale klok, die afloopt richting nul. Ook een openbaar toilet ontkomt niet aan de vreemde muur. Uiteindelijk worden de twee ingesloten en begint het zwarte ook de twee zangers "op te eten", terwijl ze steeds dichter bij elkaar komen te staan.

## Verschijningsdata
Belangrijkste data:
- 17 maart 2008: Officiële wereldwijde radiopremière
- 24 maart 2008: Download
- 25 maart 2008: Download
- 18 april 2008: cd-single

## Tracklist
cd-single Internationaal/Nederland, Verenigd Koninkrijk cd1

11 april 2008
1. 4 Minutes (albumversie) - 4:04
2. 4 Minutes (Bob Sinclar Space Funk Remix) - 5:39

cd-single

18 april 2008
1. 4 Minutes (albumversie) — 4:06
2. 4 Minutes (Bob Sinclar Space Funk Remix) — 5:39

cd-Maxi, Verenigd Koninkrijk cd2

18 april 2008
1. 4 Minutes (albumversie) — 4:04
2. 4 Minutes (Bob Sinclar Space Funk Remix) — 5:39
3. 4 Minutes (Junkie XL Remix) — 6:16

12" Vinyl Nederland, Verenigd Koninkrijk

12 mei 2008
- A1. 4 Minutes (Radio Edit) — 3:10
- A2. 4 Minutes (Bob Sinclar Space Funk Edit) — 4:57
- B1. 4 Minutes (Junkie XL Remix Edit) — 4:39
- B2. 4 Minutes (Tracy Young House Radio) — 3:33

cd-single Internationaal
1. 4 Minutes (albumversie) — 4:04
2. 4 Minutes (Bob Sinclar Space Funk Remix) — 5:39

cd-Maxi Internationaal
1. 4 Minutes (albumversie) — 4:04
2. 4 Minutes (Bob Sinclar Space Funk Remix) — 5:39
3. 4 Minutes (Junkie XL Remix) — 6:16

Digitale Maxi Single Internationaal
1. 4 Minutes (albumversie) — 4:04
2. 4 Minutes (Bob Sinclar Space Funk Remix) — 5:39
3. 4 Minutes (Junkie XL Remix) — 6:16

cd-Maxi Europa, Verenigde Staten
1. 4 Minutes (Bob Sinclar Space Funk Remix) — 5:39
2. 4 Minutes (Junkie XL Remix) — 6:16
3. 4 Minutes (Tracy Young House Mix) — 7:55
4. 4 Minutes (Peter Saves Paris Remix) — 8:37
5. 4 Minutes (Rebirth Remix) — 7:57
6. 4 Minutes (Junkie XL Dirty Dub) — 4:52

Digitale Maxi Single Verenigde Staten
1. 4 Minutes (Radio Edit) — 3:11
2. 4 Minutes (Peter Saves Paris Edit) — 4;49
3. 4 Minutes (Bob Sinclar Space Funk Edit) — 3:23
4. 4 Minutes (Junkie XL Dirty Dub Edit) — 4:05

2 × 12" Vinyl Verenigde Staten
- A1. 4 Minutes (Bob Sinclar Space Funk Remix) — 5:39
- A2. 4 Minutes (Peter Saves Paris Remix) — 8:37
- B1. 4 Minutes (Tracy Young House Mix) — 7:55
- B2. 4 Minutes (Junkie XL Dirty Dub) — 4:52
- C1. 4 Minutes (Album Version) — 4:05
- C2. 4 Minutes (Rebirth Remix) — 7:57
- D1. 4 Minutes (Junkie XL Remix) — 6:16

## Hitnotering
| 4 Minutes in de Nederlandse Top 40 - binnen: 5 april 2008 | 4 Minutes in de Nederlandse Top 40 - binnen: 5 april 2008 | 4 Minutes in de Nederlandse Top 40 - binnen: 5 april 2008 | 4 Minutes in de Nederlandse Top 40 - binnen: 5 april 2008 | 4 Minutes in de Nederlandse Top 40 - binnen: 5 april 2008 | 4 Minutes in de Nederlandse Top 40 - binnen: 5 april 2008 | 4 Minutes in de Nederlandse Top 40 - binnen: 5 april 2008 | 4 Minutes in de Nederlandse Top 40 - binnen: 5 april 2008 | 4 Minutes in de Nederlandse Top 40 - binnen: 5 april 2008 | 4 Minutes in de Nederlandse Top 40 - binnen: 5 april 2008 | 4 Minutes in de Nederlandse Top 40 - binnen: 5 april 2008 | 4 Minutes in de Nederlandse Top 40 - binnen: 5 april 2008 | 4 Minutes in de Nederlandse Top 40 - binnen: 5 april 2008 | 4 Minutes in de Nederlandse Top 40 - binnen: 5 april 2008 | 4 Minutes in de Nederlandse Top 40 - binnen: 5 april 2008 | 4 Minutes in de Nederlandse Top 40 - binnen: 5 april 2008 | 4 Minutes in de Nederlandse Top 40 - binnen: 5 april 2008 | 4 Minutes in de Nederlandse Top 40 - binnen: 5 april 2008 | 4 Minutes in de Nederlandse Top 40 - binnen: 5 april 2008 | 4 Minutes in de Nederlandse Top 40 - binnen: 5 april 2008 |
| Week                                                      | 1                                                         | 2                                                         | 3                                                         | 4                                                         | 5                                                         | 6                                                         | 7                                                         | 8                                                         | 9                                                         | 10                                                        | 11                                                        | 12                                                        | 13                                                        | 14                                                        | 15                                                        | 16                                                        | 17                                                        | 18                                                        |                                                           |
| --------------------------------------------------------- | --------------------------------------------------------- | --------------------------------------------------------- | --------------------------------------------------------- | --------------------------------------------------------- | --------------------------------------------------------- | --------------------------------------------------------- | --------------------------------------------------------- | --------------------------------------------------------- | --------------------------------------------------------- | --------------------------------------------------------- | --------------------------------------------------------- | --------------------------------------------------------- | --------------------------------------------------------- | --------------------------------------------------------- | --------------------------------------------------------- | --------------------------------------------------------- | --------------------------------------------------------- | --------------------------------------------------------- | --------------------------------------------------------- |
| Nummer                                                    | 28                                                        | 17                                                        | 7                                                         | 2                                                         | 2                                                         | 2                                                         | 2                                                         | 1                                                         | 1                                                         | 2                                                         | 2                                                         | 4                                                         | 7                                                         | 7                                                         | 14                                                        | 17                                                        | 28                                                        | 34                                                        | uit                                                       |

| 4 Minutes in de Single Top 100 - binnen: 5 april 2008 | 4 Minutes in de Single Top 100 - binnen: 5 april 2008 | 4 Minutes in de Single Top 100 - binnen: 5 april 2008 | 4 Minutes in de Single Top 100 - binnen: 5 april 2008 | 4 Minutes in de Single Top 100 - binnen: 5 april 2008 | 4 Minutes in de Single Top 100 - binnen: 5 april 2008 | 4 Minutes in de Single Top 100 - binnen: 5 april 2008 | 4 Minutes in de Single Top 100 - binnen: 5 april 2008 | 4 Minutes in de Single Top 100 - binnen: 5 april 2008 | 4 Minutes in de Single Top 100 - binnen: 5 april 2008 | 4 Minutes in de Single Top 100 - binnen: 5 april 2008 | 4 Minutes in de Single Top 100 - binnen: 5 april 2008 | 4 Minutes in de Single Top 100 - binnen: 5 april 2008 | 4 Minutes in de Single Top 100 - binnen: 5 april 2008 | 4 Minutes in de Single Top 100 - binnen: 5 april 2008 | 4 Minutes in de Single Top 100 - binnen: 5 april 2008 | 4 Minutes in de Single Top 100 - binnen: 5 april 2008 | 4 Minutes in de Single Top 100 - binnen: 5 april 2008 | 4 Minutes in de Single Top 100 - binnen: 5 april 2008 | 4 Minutes in de Single Top 100 - binnen: 5 april 2008 | 4 Minutes in de Single Top 100 - binnen: 5 april 2008 | 4 Minutes in de Single Top 100 - binnen: 5 april 2008 | 4 Minutes in de Single Top 100 - binnen: 5 april 2008 | 4 Minutes in de Single Top 100 - binnen: 5 april 2008 | 4 Minutes in de Single Top 100 - binnen: 5 april 2008 | 4 Minutes in de Single Top 100 - binnen: 5 april 2008 | 4 Minutes in de Single Top 100 - binnen: 5 april 2008 | 4 Minutes in de Single Top 100 - binnen: 5 april 2008 |
| Week                                                  | 1                                                     | 2                                                     | 3                                                     | 4                                                     | 5                                                     | 6                                                     | 7                                                     | 8                                                     | 9                                                     | 10                                                    | 11                                                    | 12                                                    | 13                                                    | 14                                                    | 15                                                    | 16                                                    | 17                                                    | 18                                                    | 19                                                    | 20                                                    | 21                                                    | 22                                                    | 23                                                    | 24                                                    | 25                                                    | 26                                                    |                                                       |
| ----------------------------------------------------- | ----------------------------------------------------- | ----------------------------------------------------- | ----------------------------------------------------- | ----------------------------------------------------- | ----------------------------------------------------- | ----------------------------------------------------- | ----------------------------------------------------- | ----------------------------------------------------- | ----------------------------------------------------- | ----------------------------------------------------- | ----------------------------------------------------- | ----------------------------------------------------- | ----------------------------------------------------- | ----------------------------------------------------- | ----------------------------------------------------- | ----------------------------------------------------- | ----------------------------------------------------- | ----------------------------------------------------- | ----------------------------------------------------- | ----------------------------------------------------- | ----------------------------------------------------- | ----------------------------------------------------- | ----------------------------------------------------- | ----------------------------------------------------- | ----------------------------------------------------- | ----------------------------------------------------- | ----------------------------------------------------- |
| Nummer                                                | 1                                                     | 2                                                     | 3                                                     | 1                                                     | 2                                                     | 2                                                     | 1                                                     | 2                                                     | 3                                                     | 2                                                     | 5                                                     | 6                                                     | 9                                                     | 9                                                     | 11                                                    | 15                                                    | 28                                                    | 36                                                    | 25                                                    | 28                                                    | 64                                                    | 48                                                    | 60                                                    | 41                                                    | 67                                                    | 77                                                    | uit                                                   |